# Cardonazanger
De Cardonazanger (Myioborus cardonai) is een zangvogel uit de familie Parulidae (Amerikaanse zangers).

## Verspreiding en leefgebied
Deze soort is endemisch in de tepuis van westelijk Venezuela.